# قاعدة 68-95-99.7

رسم بياني يوضح القاعدة

في علم الإحصاء، تعتبر قاعدة 68-95-99.7 (بالإنجليزية: 68–95–99.7 rule)‏ والمعروفة أيضا باسم قاعدة سيغما الثلاثية أو قاعدة التجريبية والتي تنص على أن القيم التقريبية تقع ضمن ثلاثة انحرافات معيارية للمتوسط الحسابي في التوزيع الطبيعي.
نحو 68.27٪ من القيم تقع ضمن الانحراف المعياري للمتوسط الأول.
وبالمثل حوالي 95.45٪ من القيم تقع ضمن الانحرافات المعيارية للمتوسط الثاني.
ما يقرب من جميع (99.73٪) من القيم تقع ضمن انحرافات معيارية للمتوسط الثالث.